# Thecobathra dilechria
Thecobathra dilechria is een vlinder uit de familie van de stippelmotten (Yponomeutidae). De wetenschappelijke naam van de soort werd in 1982 gepubliceerd door Bradley.